# 명근
명근(命根, 산스크리트어: jīvitendriya) 또는 명(命)은 다음의 분류, 그룹 또는 체계의 한 요소이다.
- 부파불교의 설일체유부의 5위 75법의 법체계에서 4번째 위(位: 그룹)인 불상응행법(不相應行法: 14가지) 가운데 하나이다.
- 대승불교의 유식유가행파와 법상종의 5위 100법의 법체계에서 4번째 위(位: 그룹)인 심불상응행법(心不相應行法: 24가지) 가운데 하나이다.

명근(命根)에서
명(命)은 목숨을 뜻하고
근(根)은 작용 · 능력을 뜻한다. 따라서 명근의 문자 그대로의 뜻은 '목숨을 이어가게 하는 작용 또는 능력'이다.
명근은 개체를 유지시키는 생명력(生命力: 생명의 힘, 살아가는 원동력이 되는 힘), 생기(生氣: 활발하고 생생한 기운, 힘찬 기운, 만물을 발육 · 생장하게 하는 힘), 또는 생명을 지속시키는 힘을 뜻하며, 목숨 뿌리라 번역하기도 한다. 명근은 이러한 의미에서의 '유정의 수명(壽命)'을 뜻한다. 수명의 일반 사전적인 의미는 ① 생물이 살아 있는 연한, ② 사물 따위가 사용에 견디는 기간인데, 이러한 일반 의미와는 차이가 있다. 즉, 불교 용어로서의 수명은  살아 있는 기간보다는 그 기간이 있을 수 있게 하는 힘, 원리 또는 법칙의 뜻이 더 강하다.
보다 구체적으로는, 부파불교의 설일체유부에서는 유정이 태어날 때 받은 소의신(신체)을 가지고서 일정한 기간에 생존하는 것은 명근(命根)이라는 개별적 실체가 있어서 체온[煖]과 의식[識, 정신]을 유지하기 때문이라고 본다. 이에 대해 대승불교의 유식유가행파에서는 제8 아뢰야식의 명언종자(名言種子)는 생식(生識: 제8식의 종자가 현행하게 함)과 주식(住識: 제8식을 유지함)의 작용을 하는데, 명언종자의 주식(住識) 작용에 의해 아뢰야식에 함장된 원인들 즉 종자들의 총체적 과보로서의 신체 즉 소의신이 상속되는 것을 마치 하나의 실재인 것처럼 가립하여 명근(命根)이라고 이름한다고 말한다. 따라서, 명근이라는 별도의 실체가 있는 것이 아니라고 본다.

## 참고 문헌
- 곽철환 (2003). 《시공 불교사전》. 시공사 / 네이버 지식백과. |title=에 외부 링크가 있음 (도움말)
- 권오민 (1991). 《경량부철학의 비판적 체계 연구》. 동국대학원 철학박사 학위논문.
- 무착 지음, 현장 한역 (K.571, T.1602). 《현양성교론》. 한글대장경 검색시스템 - 전자불전연구소 / 동국역경원. K.571(16-1), T.1602(31-480). |title=에 외부 링크가 있음 (도움말)
- 미륵 지음, 현장 한역, 강명희 번역 (K.614, T.1579). 《유가사지론》. 한글대장경 검색시스템 - 전자불전연구소 / 동국역경원. K.570(15-465), T.1579(30-279). |title=에 외부 링크가 있음 (도움말)
- 세우 지음, 현장 한역, 송성수 번역 (K.949, T.1542). 《아비달마품류족론》. 한글대장경 검색시스템 - 전자불전연구소 / 동국역경원. K.949(25-149), T.1542(26-692). |title=에 외부 링크가 있음 (도움말)
- 세친 지음, 현장 한역, 권오민 번역 (K.955, T.1558). 《아비달마구사론》. 한글대장경 검색시스템 - 전자불전연구소 / 동국역경원. K.955(27-453), T.1558(29-1). |title=에 외부 링크가 있음 (도움말)
- 세친 지음, 현장 한역, 송성수 번역 (K.618, T.1612). 《대승오온론》. 한글대장경 검색시스템 - 전자불전연구소 / 동국역경원. K.618(17-637), T.1612(31-848). |title=에 외부 링크가 있음 (도움말)
- 세친 지음, 현장 한역, 송성수 번역 (K.644, T.1614). 《대승백법명문론》. 한글대장경 검색시스템 - 전자불전연구소 / 동국역경원. K.644(17-808), T.1614(31-855). |title=에 외부 링크가 있음 (도움말)
- 운허.  동국역경원 편집, 편집. 《불교 사전》. |title=에 외부 링크가 있음 (도움말)
- (중국어) 무착 조, 현장 한역 (T.1602). 《현양성교론(顯揚聖敎論)》. 대정신수대장경. T31, No. 1602, CBETA. |title=에 외부 링크가 있음 (도움말)
- (중국어) 미륵 조, 현장 한역 (T.1579). 《유가사지론(瑜伽師地論)》. 대정신수대장경. T30, No. 1579. CBETA. |title=에 외부 링크가 있음 (도움말)
- (중국어) 星雲. 《佛光大辭典(불광대사전)》 3판. |title=에 외부 링크가 있음 (도움말)
- (중국어) 세우 조, 현장 한역 (T.1542). 《아비달마품류족론(阿毘達磨品類足論)》. 대정신수대장경. T26, No. 1542, CBETA. |title=에 외부 링크가 있음 (도움말)
- (중국어) 세친 조, 현장 한역 (T.1558). 《아비달마구사론(阿毘達磨俱舍論)》. 대정신수대장경. T29, No. 1558, CBETA. |title=에 외부 링크가 있음 (도움말)
- (중국어) 세친 조, 현장 한역 (T.1612). 《대승오온론(大乘五蘊論)》. 대정신수대장경. T31, No. 1612, CBETA. |title=에 외부 링크가 있음 (도움말)
- (중국어) 세친 조, 현장 한역 (T.1614). 《대승백법명문론(大乘百法明門論)》. 대정신수대장경. T31, No. 1614, CBETA. |title=에 외부 링크가 있음 (도움말)